# وسام الخدمة المتميزة
وسام الخدمة المتميزة تسمى أيضا بميدالية الخدمة المتميزة (بالعبرية:עיטור המופת) وسام عسكري إسرائيلي، يعتبر ثالث أهم ميدالية يقدمها رئيس الأركان العامة للجيش الإسرائيلي تكريما لمن قام بعمل شجاع استحق عليها تكريم.

## نظرة عامة
تم تأسيس الميدالية للمرة الأولى في عام 1970 بموجب قانون في الكنيست تعطى الجائزة أيضا عن الأعمال المنجزة قبل عام 1970، تعتبر الميدالية واحدة من الثلاث جوائز الممنوحة للتميز حتى خارج ساحة المعركة. تتكون الميدالية من شريط أزرق به دائرة معدنية مع سيف وسنبلة قمح في الوسط. كان الرمزان شائعان في المنظمات المقاتلة للمجتمعات اليهودية قبل تأسيس البلاد في عام 1948.
حتى الآن، تم منح 601 ميدالية كانت الأخيرة منها في عام 2015، خمسة منهم حصلوا على الميدالية مرتين. حصلت كتيبة الاستطلاع التابعة لواء غيفعاتي حصلت على الميدالية في عام 2005.

## التصميم
تم تصميم الميدالية من قبل دان ريسينجر، اختار أن يكون شكلها دائري.
يوجد في مقدمة الميدالية سيف ذو غصن زيتون، يرمز إلى القوة المتحكم بها. يتم ربط الميدالية بشريط أزرق، حيث يرتدي المستلمون مرتين من الميدالية قفلًا صغيرًا على شكل الميدالية على الشريط. الميدالية مصنوعة من 25 غراما من الفضة/ 935 والمشابك مطلي بالكروم.

## المستلمون
- عاموس ياركوني، حصل على الميدالية بعد تقاعده لسنوات خدمته الشجاعة في محاربة المقاتلين على حدود إسرائيل.[2]
- عمرام متسناع، حصل على الميدالية عن تصرفاته في حرب الأيام الستة.[3]
- دان شومرون، حصل على الميدالية عن تصرفاته في حرب سيناء عام 1956.[4]
- إيهود باراك، أحد أكثر الجنود تزينًا في الجيش الإسرائيلي.[5]
- إفرايم إيتام، حصل على الميدالية عن تصرفاته في حرب يوم الغفران.[6]
- إستير أرديتي، الأنثى الوحيدة الحاصلة على الميدالية.
- جيورا إبشتاين، حصل على الميدالية عن أفعاله كطيار في سلاح الجو الإسرائيلي في حرب الأيام الستة وحرب يوم الغفران- تم التأكيد على قتله 17.[7][8]
- مايكل باركاي، حصل على الميدالية عن تصرفاته في حرب يوم الغفران كقائد لسفن الصواريخ.[9]
- مايكل بيرت، حصل على الميدالية مرتين.
- نشيميا كوهين، واحد من أكثر الجنود تكريما في الجيش الإسرائيلي.[10]
- شلومو هاجاني، حصل على الميدالية مرتين.
- يوناتان نتنياهو، حصل على الميدالية عن تصرفاته في حرب يوم الغفران.[11]
- زيفولون أورليف، حصل على الميدالية عن تصرفاته في حرب يوم الغفران.[12]

## وصلات خارجية
- الحاصلون على وسام الخدمة المتميزة